# Crassula perforata
Crassula perforata är en fetbladsväxtart. Crassula perforata ingår i släktet krassulor, och familjen fetbladsväxter.

## Underarter
Arten delas in i följande underarter:
- C. p. kougaensis
- C. p. perforata

## Bildgalleri

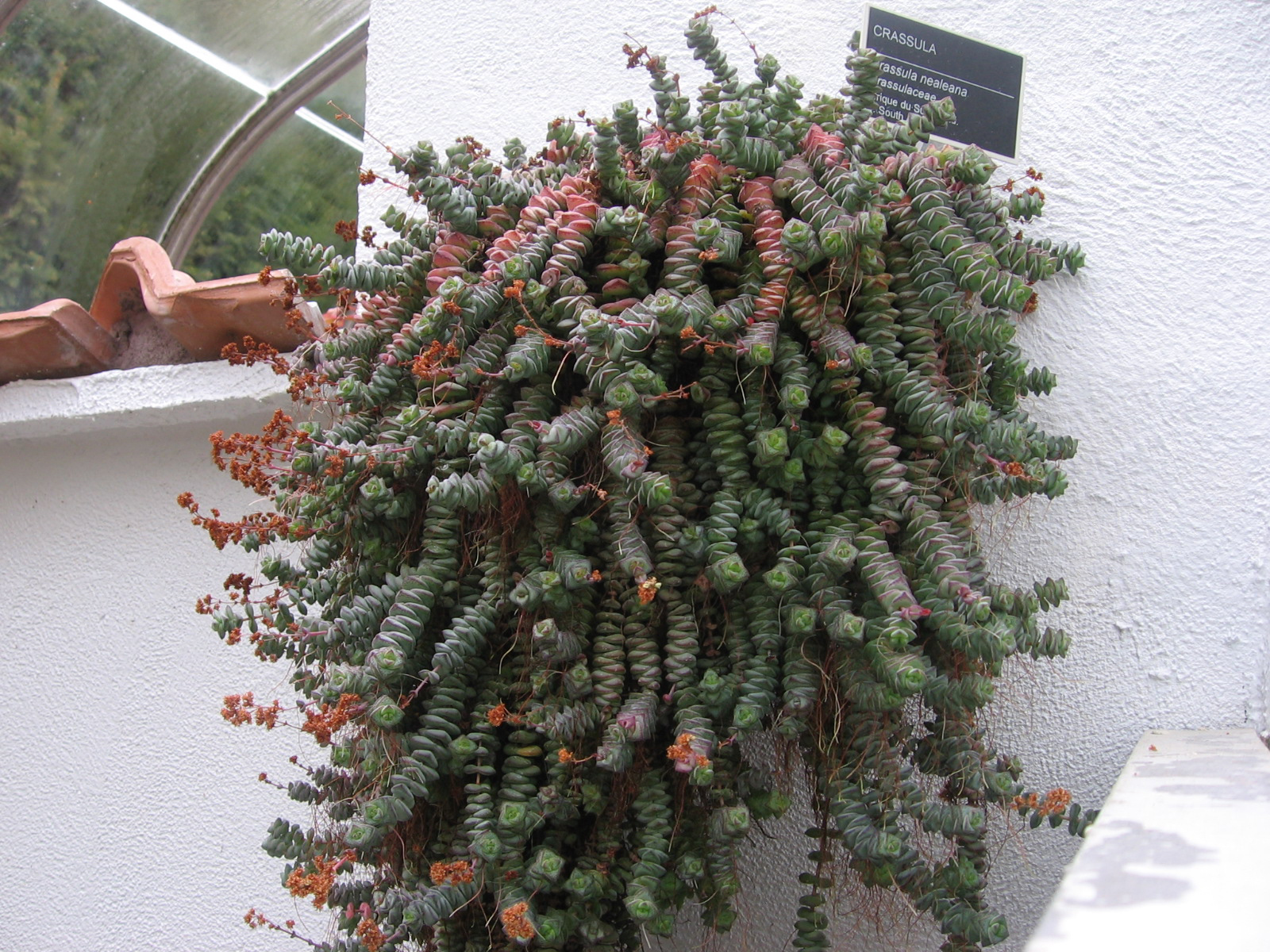
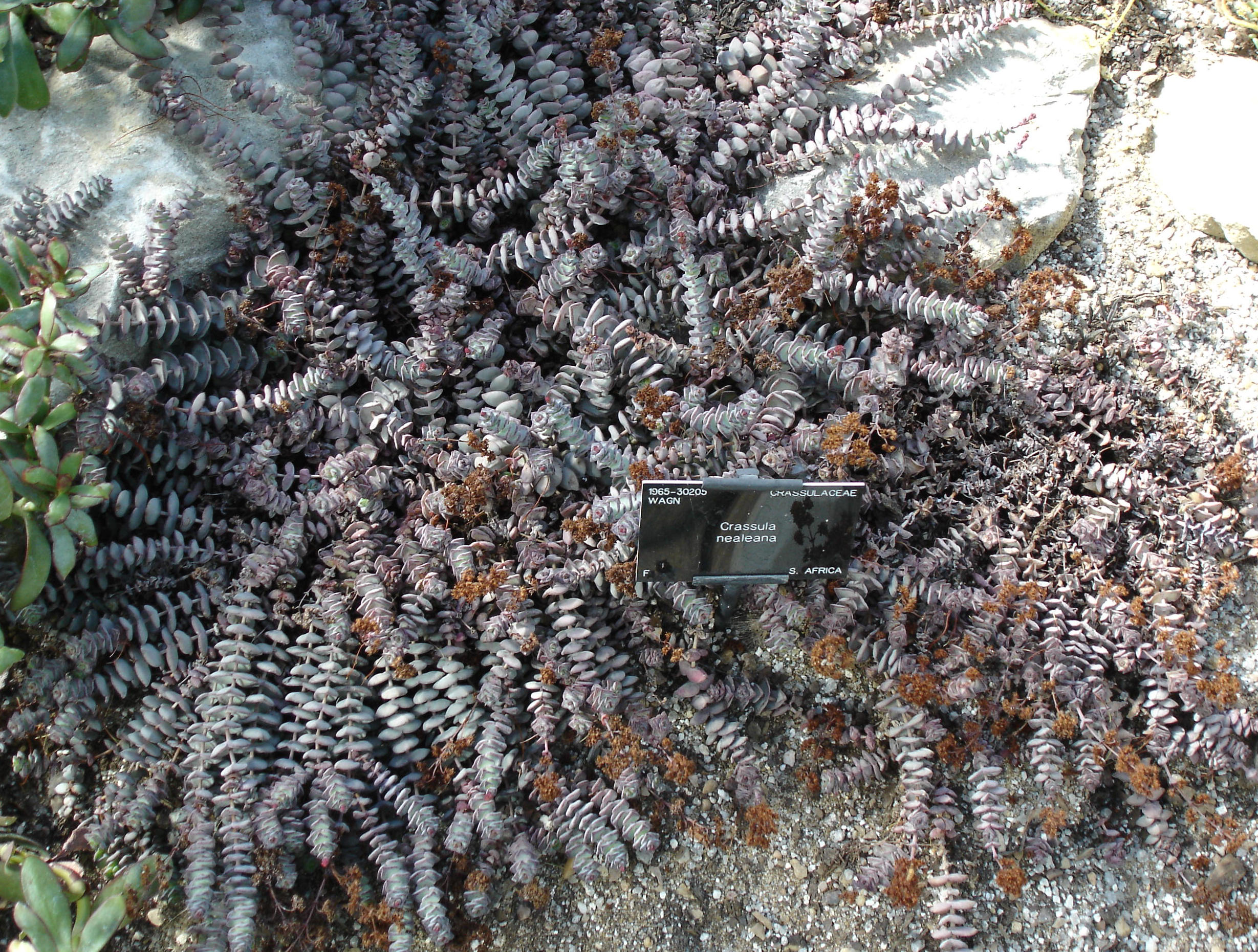
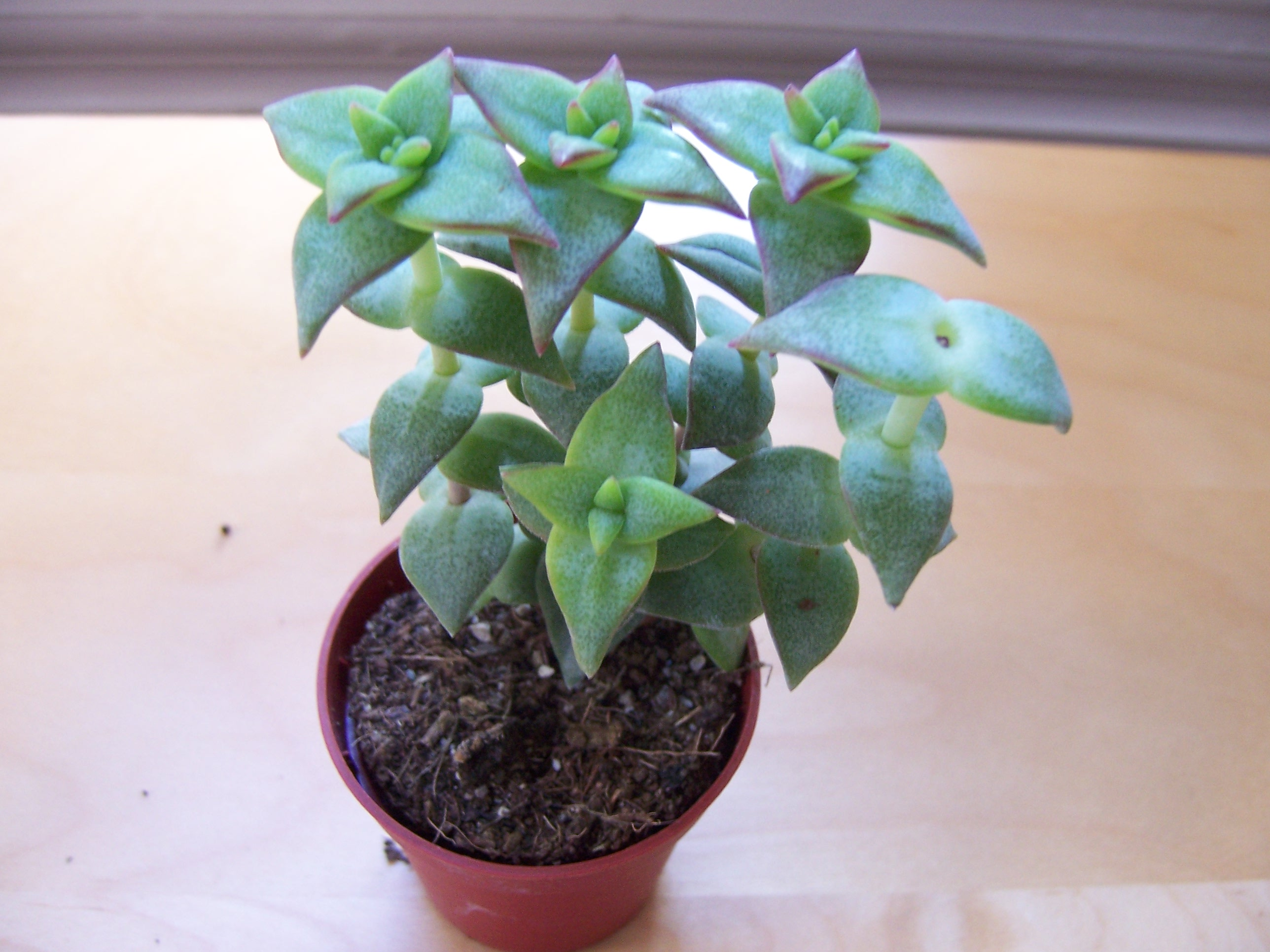
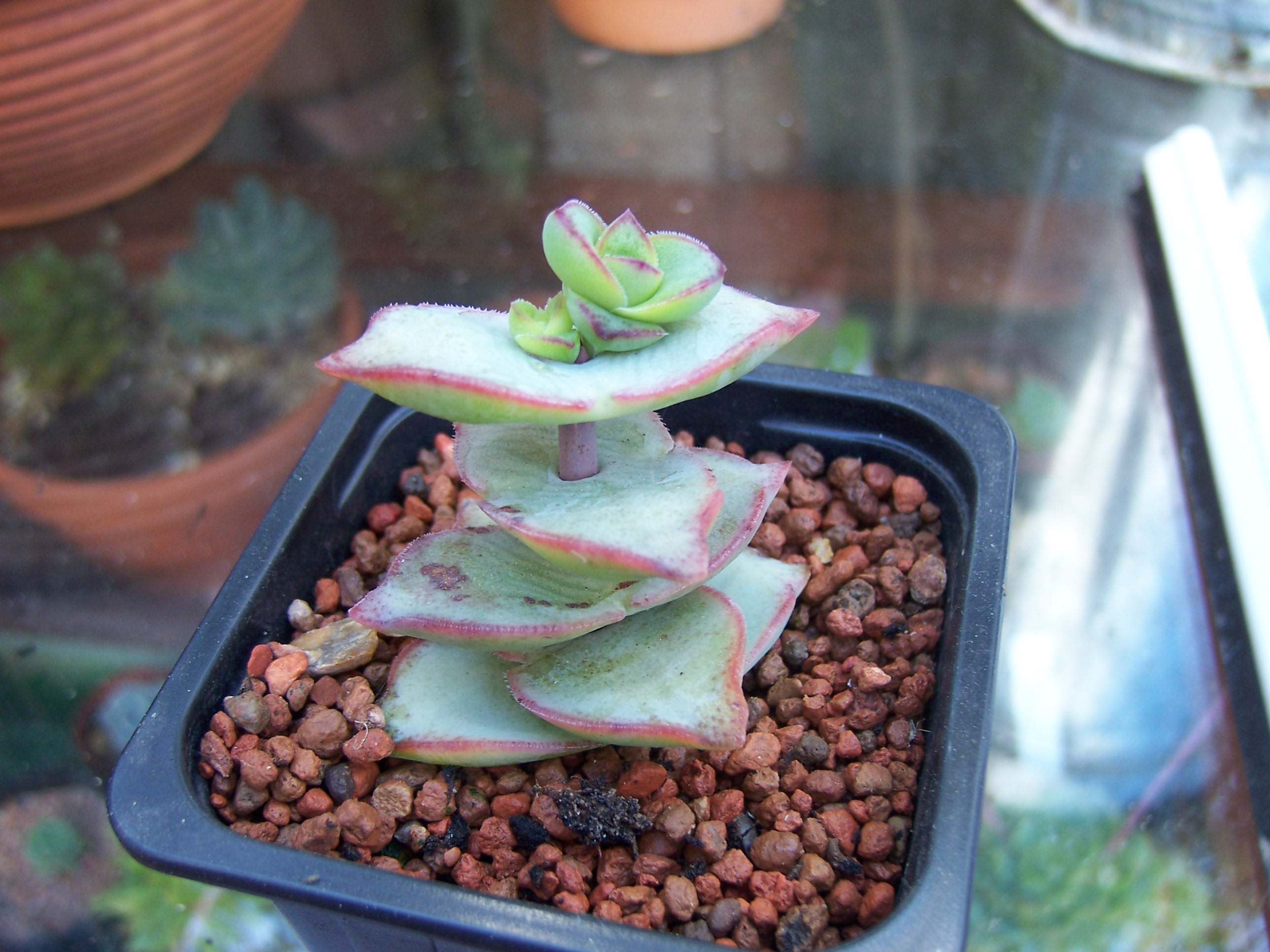
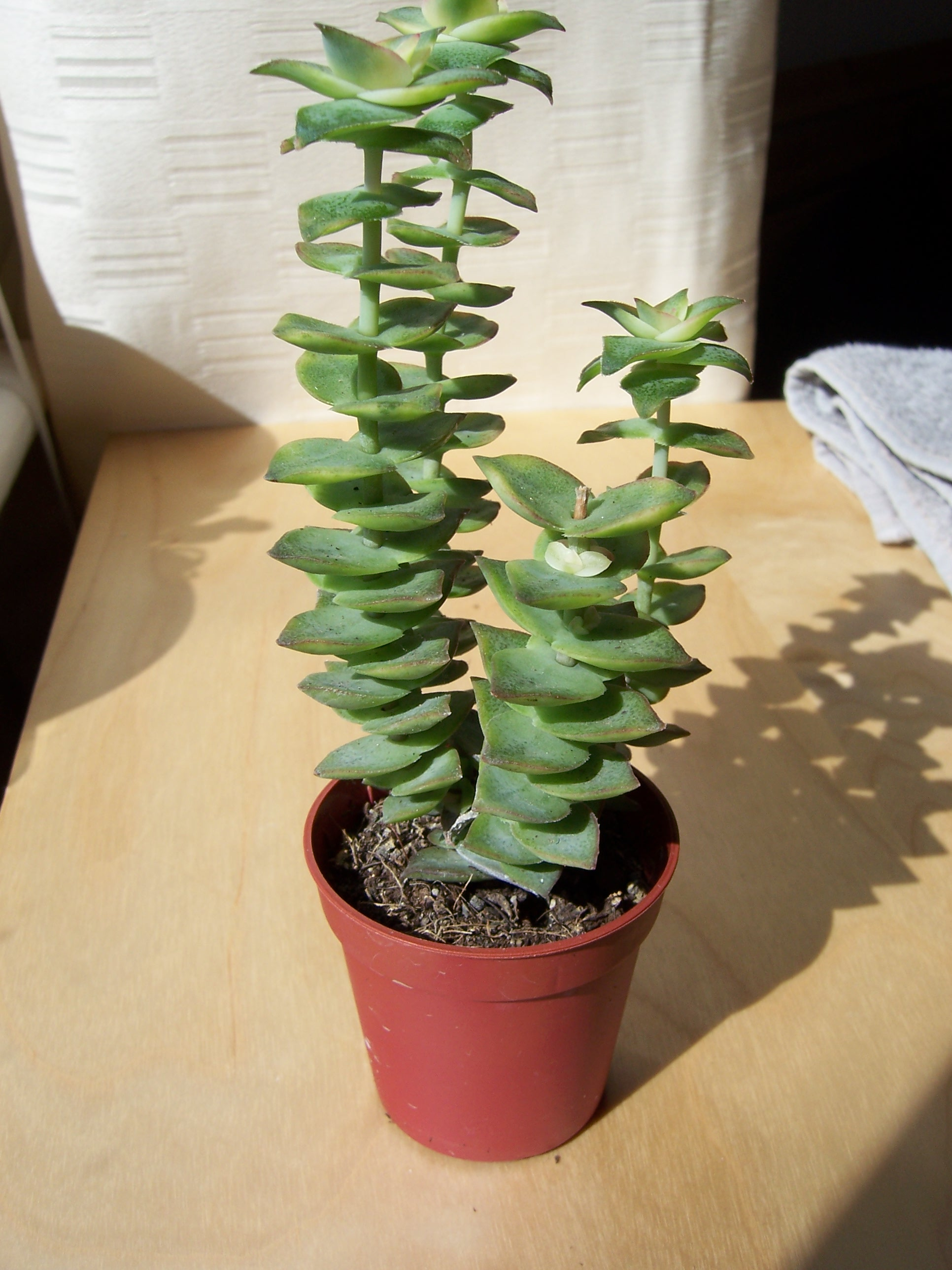
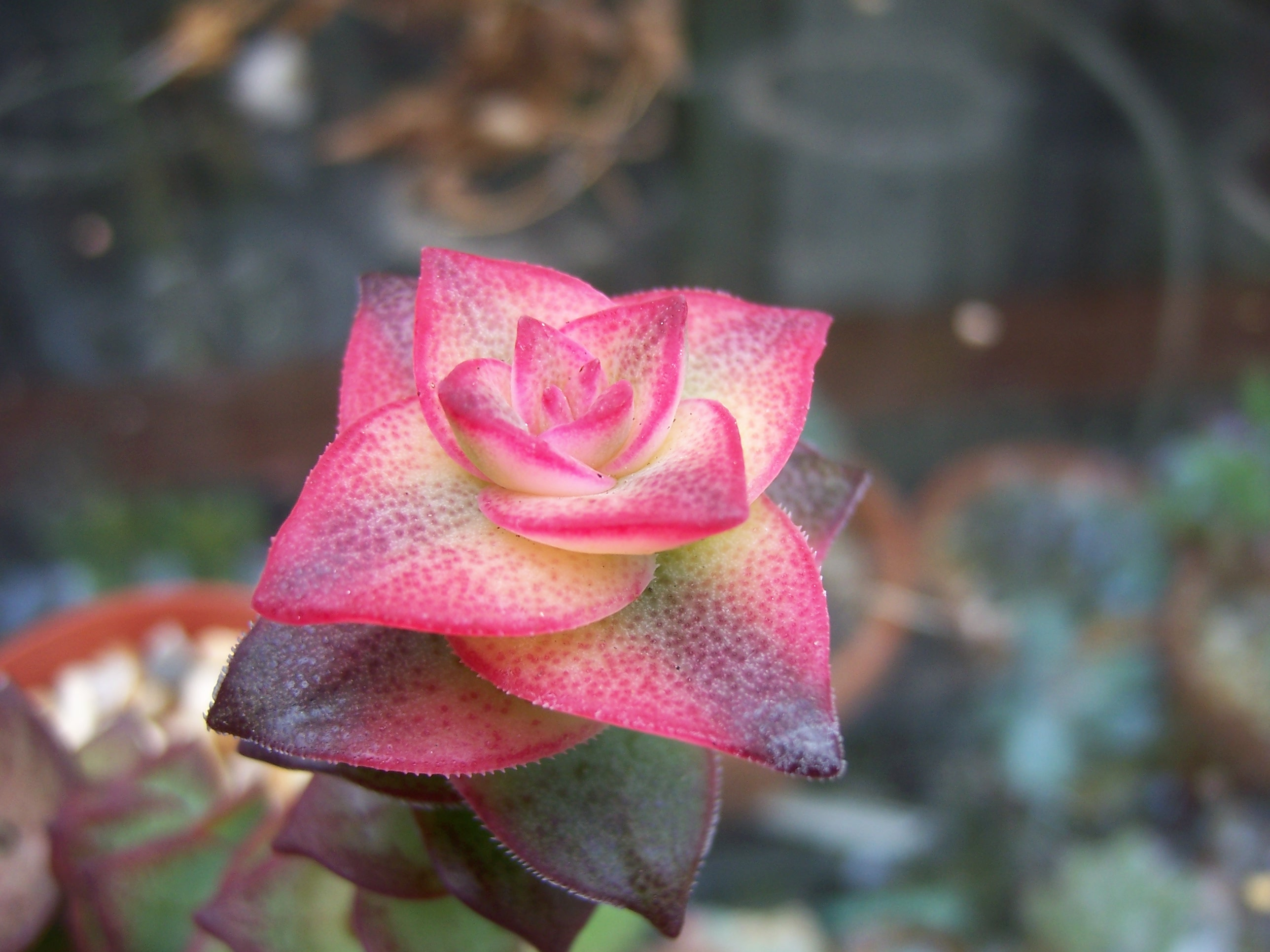